# Кошарный, Станислав Николаевич
Станислав Николаевич Кошарный (род. 22 июля 1994, Кропоткин, Краснодарский край) — российский игрок в пляжный футбол, вратарь. Чемпион мира 2021 года.

## Карьера
Играл в мини-футбол на студенческом уровне, учась в РГАУ.
Начинал карьеру в пляжном футболе в дубле «Локомотива», играл и за оснвоную команду. Потом перешёл в ЦСКА, откуда уходил в аренду в «Дельту». В 2020 году вернулся в «Локомотив».

## Карьера в сборной
За сборную России дебютировал в 2021 году. Выиграл чемпионат мира 2021 года в Москве.

## Достижения
Командные
- Чемпион России: 2020
- Серебряный призёр чемпионата России: 2022, 2023
- Бронзовый призёр чемпионата России: 2016, 2021
- Обладатель Кубка России: 2024

Личные
- Лучший вратарь Inter Cup: 2018
- Лучший голкипер чемпионата России: 2021
- Лучший ассистент чемпионата России: 2022